# Anomalia genomica
Le anomalie genomiche, dette anche cariotipiche, o, più comunemente anomalie o mutazioni cromosomiche numeriche, sono quelle anomalie che determinano un cambiamento nel numero dei cromosomi di un genoma, o cariotipo. Si possono distinguere due tipi di anomalie genomiche: euploidia aberrante ed aneuploidia.

## Euploidia aberrante
Quando ad essere aggiunti (più raramente eliminati) sono interi corredi cromosomici.

### Monoploidia
La monoploidia è caratterizzata dalla presenza di un solo cromosoma per ogni tipo; è ovviamente un'anomalia quando non costituisce la norma: in quel caso si parlerà di aploidia. La monoploidia è abbastanza rara in organismi eucarioti e poco spesso gli embrioni monoploidi sopravvivono; se anche riescono a raggiungere lo stadio adulto non saranno comunque fertili perché i cromosomi non avranno i loro omologhi con cui appaiarsi nel corso della meiosi, per formare i gameti. In genere è dovuta a sviluppo di gameti femminili senza fecondazione attraverso il processo di partenogenesi.
Tra i casi di monoploidia si riscontrano nei maschi degli imenotteri che dunque a differenza degli individui di sesso femminile della stessa specie non saranno diploidi, ma aploidi.

### Poliploidia
La poliploidia consiste nella presenza di più di due serie di cromosomi.
Negli animali è rarissima, ma vi sono casi nel crostaceo Artemia salina. 
 
Nelle piante è più comune, probabilmente perché esse hanno una morfogenesi meno complessa degli animali.

Distinguiamo la poliploidia in due categorie:
- Autopoliploidia: gli assetti cromosomici derivano da una singola specie
- Allopoliploidia: gli assetti cromosomici derivano da due o più specie

Nelle piante spesso la tetraploidia(4n) è associata a speciazione per ibridazione. Il caso più noto di triploidia è il banano commerciale, che per questo si può riprodurre solo asessualmente.

## Aneuploidia
Aneuploidia si ha quando il numero di cromosomi non è un multiplo esatto di n (dove n è il numero aploide di cromosomi), ovvero quando sono presenti cromosomi in eccesso o in difetto rispetto al normale. Molte aneuploidie non portano ad individui vitali ma ne determinano la morte prima della nascita (aborto spontaneo).

### Monosomia
La monosomia consiste nella presenza di un solo cromosoma di una coppia nel nucleo cellulare. Si dice monosomia parziale quando un cromosoma ha in duplice copia solo una sua porzione.

#### Monosomie umane
Disordini genetici derivanti da monosomie nell'uomo sono:
- Sindrome di Turner – presenza del solo cromosoma sessuale X. I malati di questa sindrome sono femmine e sprovviste del Corpo di Barr.
- Sindrome del cri du chat – dovuta a una monosomia parziale: un cromosoma 5 dei due possiede, a causa di una delezione, un frammento del braccio corto in meno.
- Sindrome da delezione 1p36 – un'altra monosomia parziale dovuta alla mancanza del segmento terminale del braccio corto del cromosoma 1.

### Disomia
Consiste nella presenza di due cromosomi per ogni tipo, in organismi diploidi, come l'uomo, quindi, rappresenta la normalità. È una anomalia genetica in individui aploidi, che avranno due, invece che uno, cromosoma per tipo.
Nella specie umana le cellule somatiche sono diploidi e hanno un corredo di 46 cromosomi appaiati in 23 coppie, tuttavia i gameti presentano una condizione aploide, con una sola copia di ogni cromosoma. Nelle coppie, i cromosomi sono solitamente omologhi (hanno le stesse dimensioni e forma, oltre che la stessa posizione e numero di geni), tranne nel caso dei cromosomi sessuali (detti anche eterosomi, in contrapposizione con gli altri, detti autosomi) X e Y (così denominati per la loro forma) che sono cromosomi eterologhi nei maschi. Questo corredo cromosomico normalmente ha un uguale contributo da entrambi i genitori: nel caso in cui una coppia di cromosomi derivi da un singolo parente, si ha una disomia uniparentale. Nel caso estremo in cui tutti i cromosomi derivano da un solo genitore, si ha una diploidia uniparentale, che comporta il mancato sviluppo embrionale.

### Trisomia
Ovvero presenza di un cromosoma in eccesso: individui trisomici per un cromosoma ne avranno tre copie invece di due. Queste anomalie, sono dovute a processi di non disgiunzione nel corso della meiosi. 
Esistono forme di trisomia parziale quando porzioni di un cromosoma in eccesso si legano ad un altro cromosoma o quando un cromosoma presenta una duplicazione in una sua regione.
Inoltre si ha la trisomia a mosaico quando sono presenti frammenti extra di cromosomi solo in alcune cellule dell'organismo.

### Tetrasomia e pentasomia
Indica la presenza rispettivamente di 4 o 5 copie di cromosoma per tipo. Sono aneuploidie molto rare, ma comunque riscontrate anche nell'uomo: esempi di cariotipo anormale sono XXXX (sindrome della quadrupla X), XXYY, XYYY, XXXXX, XXXXY, XXXYY, XYYYY e XXYYY.